# Аеропорт (платформа)
Аеропорт — зупинний пункт Лузького напрямку Жовтневої залізниці в Московському районі Санкт-Петербурга на лінії Санкт-Петербург-Балтійський — Луга І. Розташований у місця перетину Пулковського шосе та Кільцевої автомобільної дороги. Поблизу платформи прокладено «південну портову залізницю», перегін Середньорогатська — Передпортова.
Назва через розташований поруч міжнародний аеропорт «Пулково».
Біля платформи розташовується зал очікування з касами з продажу квитків. У 2007 році пішохідний перехід через Пулковське шосе зробили надземним. Також з платформи є сходи до Пулковської шосе. Біля платформи розташовані також автобусні зупинки міських та приміських маршрутів.
На платформі зупиняються всі приміські електропоїзди, крім електропоїздів підвищеної комфортності.